# Periclina cucurbitata
Periclina cucurbitata là một loài bướm đêm trong họ Geometridae.